# Museo tedesco dell'igiene
Il Museo tedesco dell'igiene (in tedesco: Deutsches Hygiene-Museum) è un museo medico situato a Dresda, in Germania. È tra i musei più visitati di Dresda, con circa 280 000 visitatori all'anno. L'edificio museale, inaugurato bel 1912, fu progettato da Wilhelm Kreis.